# Sobragui
 (mai 2021).
Si vous disposez d'ouvrages ou d'articles de référence ou si vous connaissez des sites web de qualité traitant du thème abordé ici, merci de compléter l'article en donnant les références utiles à sa vérifiabilité et en les liant à la section « Notes et références ».
La Sobragui est une entreprise guinéenne qui domine le marché de la bière et demeure aujourd'hui la seule brasserie du pays. Cette entreprise est basée à Conakry où se trouve son siège social (et principal site de production), dans le quartier Madina. Un autre site de production se trouve à Kissidougou, à 601 km de Conakry, en Guinée forestière,.

## Historique
- 1948 : ouverture de la brasserie par SOBOA Dakar. La bière est brassée au Sénégal et embouteillée en Guinée.
- 1958 : la brasserie est nationalisée, au moment de l'arrivée au pouvoir de Sékou Touré[3], et prend le nom de SOBRAGUI. La bière est désormais brassée et embouteillée en Guinée.
- 1987 : privatisation, et acquisition par UNIBRA[4].
- 1996 : installation de la ligne de boîtes.
- 1997 : installation de la ligne de fûts.
- 2001 : installation de la seconde ligne de bouteilles.
- 2006 : ouverture d'une seconde brasserie à Kissidougou (avec une ligne de bouteilles)[5].
- 2008 : acquisition par le groupe Castel-BGI.
- 2011 : ouverture d’un centre de distribution à Kankan.
- 2012 : ouverture d’un centre de distribution à Nzérékoré.
- 2012 : ouverture du centre de distribution de Bonfi, à Conakry.
- 2012 : installation d’une ligne PET (incassable).
- 2018 : lancement d’une nouvelle ligne de production en verre consignée, avec une capacité de production de 40 000 bouteilles (usine de Madina).

## Boissons gazeuses
- XXL ENERGY
- TOP ORANGE / TOP COLA / TOP FRUITS ROUGES / TOP TONIC
- Cassis

## Bières
- Guiluxe
- Skol
- Castel_Beer
- 33 Export
- Guinness
- Flag